# Kościół św. Katarzyny Aleksandryjskiej w Dobrzeniu Wielkim
Kościół św. Katarzyny Aleksandryjskiej – rzymskokatolicki kościół parafialny położony przy ulicy Opolskiej 4 w Dobrzeniu Wielkim. Świątynia należy do parafii św. Katarzyny Aleksandryjskiej w Dobrzeniu Wielkim w dekanacie Siołkowice, diecezji opolskiej.

## Historia kościoła
Pierwsza wzmianka o kościele w Dobrzeniu Wielkim, pochodzi z 1684 roku, z łacińskiego sprawozdania wizytacyjnego. Była to budowla murowana pokryta dachówką. Po pożarze, w 1716 roku, świątynia została rozebrana i zastąpiona nową, drewnianą. Dnia 1 listopada 1832 roku w wyniku kolejnego pożaru świątynia spłonęła. Dekadę później we wsi został wybudowany nowy, drewniany kościół, którego konsekracja odbyła się dnia 16 października 1842 roku. Wnętrze tego kościoła, znajdującego się do dziś, składa się z trzech głównych części. Prezbiterium, nawy głównej i pięknego gotyckiego ołtarza głównego. W latach 30. XX wieku, ówczesny proboszcz ks. Knosała, rozpoczął budowę nowego kościoła.  Dnia 1 sierpnia 1933 roku rozpoczęto prace budowlane. 22 października 1933 roku dokonano położenia i poświęcenia kamienia węgielnego pod nową świątynię. Konsekracja kościoła miała miejsce 4 października 1934 roku, a dokonał jej kardynał Adolf Bertram.

## Organy
Organy zostały zbudowane przez Carla Berschdorfa w 1934 roku. Posiadają pneumatyczną trakturę gry. W 2003 został przeprowadzony remont, w ramach którego został wykonany nowy kontuar oraz dodano dwa nowe głosy.
Dyspozycja instrumentu:
| Manuał I           | Manuał II             | Pedał              |
| ------------------ | --------------------- | ------------------ |
| 1. Quintade 16’    | 1. Geigenprincipal 8’ | 1. Subbas 16’      |
| 2. Principal 8’    | 2. Pommer 8’          | 2. Violonbass 16’  |
| 3. Gedeckt 8’      | 3. Aeolina 8’         | 3. Prinzipalbas 8’ |
| 4. Flöte 8’        | 4. Kupferflöte 4’     | 4. Flautbass 8’    |
| 5. Dolkan 8’       | 5. Nasat 2 2/3’       | 5. Choral 4’       |
| 6. Octava 4’       | 6. Schwiegel 2’       | 6. Posaune 16’     |
| 7. Gemshorn 4’     | 7. Terz 1 1/5’        |                    |
| 8. Superoctave 2’  | 8. Krummhorn 8’       |                    |
| 9. Mixtur 3–4 fach |                       |                    |
| 10. Trompete 8’    |                       |                    |